# 남경순
남경순(南慶順, 1956년 10월 1일 ~ )은 대한민국의 정치인이다. 경기도의원을 지냈다.

## 학력
- 아주대학교 공공정책대학원 졸업(행정학 석사)

## 경력
- 한나라당 여성파워네트워크 2기 회장
- 한나라당 경기도당 부위원장
- 2006.07 ~ 2010.06: 제7대 경기도의회 의원
- 박근혜 대통령후보 중앙선대위 조직총괄본부 지방자치본부 여성단장
- 2014.07 ~ 2018.06: 제9대 경기도의회 의원
- 한국건강관리협회 경기지부 운영위원
- 2022.07 ~ : 제11대 경기도의회 의원
  - 2022.08 : 제11대 경기도의회 전반기 부의장
  - 2022.08 : 제11대 경기도의회 전반기 경제노동위원회 위원
- 국민의힘 경기도당 조직총괄본부 여성의정위원장
- 2025.05~2025.06: 제21대 대통령 선거 국민의힘 김문수 대통령 후보 경기도 선거대책위원회 조직총괄부본부장

## 역대 선거 결과
|  | 64.1% |

|  | 49.14% |

|  | 31.62% |

|  | 53.82% |